# La Coka Nostra
La Coka Nostra è un gruppo musicale hip hop statunitense, formatosi a Los Angeles nel 2005.
La formazione comprende tutti gli ex membri degli House of Pain, nonché Ill Bill dei Non Phixion e Slaine degli Special Teamz.

## Storia
Il gruppo era in origine un collettivo hip hop formatosi per idea di Danny Boy, inizialmente senza alcuna intenzione di pubblicare album discografici.
I primi due membri del gruppo furono il rapper solista Slaine e, appunto, il fondatore Danny Boy, incontratisi a Boston nel 2005.
Durante il giorno dell'incontro Danny Boy notò alcune composizioni di Slaine e lo portò a Los Angeles proponendogli di registrarle insieme.
Nel 2006 Danny Boy propose ai suoi ex-compagni di band (ovvero gli ex-House of Pain) e ad Ill Bill di unirsi alla sua nuova crew e loro accettarono l'offerta.
Nel 2007 il gruppo presentò e pubblicizzò l'album Black Metal di Ill Bill, sulla copertina era infatti visibile la dicitura "La Coka Nostra Presents Ill Bill: Black Metal".
Alla fine del 2008 il gruppo decise di cominciare a registrare il primo lavoro in studio, così firmò un contratto con la Suburban Noize Records.
Il 14 luglio 2009 fu pubblicato l'album di debutto A Brand You Can Trust.
Al disco collaborarono anche Snoop Dogg, Bun B, Sick Jacken, B-Real, Sen Dog, Immortal Technique, Big Left e Q-Unique.
Nel 2012 è uscito il loro nuovo album, Masters of the Dark Arts.

## Formazione
- Everlast (ex membro degli House of Pain) - voce, produzione
- Ill Bill (ex membro dei Non Phixion) - voce, produzione
- Slaine (già negli Special Teamz) - voce
- Danny Boy (ex membro degli House of Pain) - voce
- DJ Lethal (ex membro degli House of Pain e dei Limp Bizkit) - giradischi, sintetizzatore, produzione

## Discografia

### EP
- 2009 - 100% Pure Coka

### Album in studio
- 2009 - A Brand You Can Trust
- 2012 - Masters of the Dark Arts
- 2016 - To Thine Own Self Be True

### Mixtape
- 2009 - The Height of Power
- 2009 - The Audacity of Coke